# Kreisständehaus (Saarbrücken)

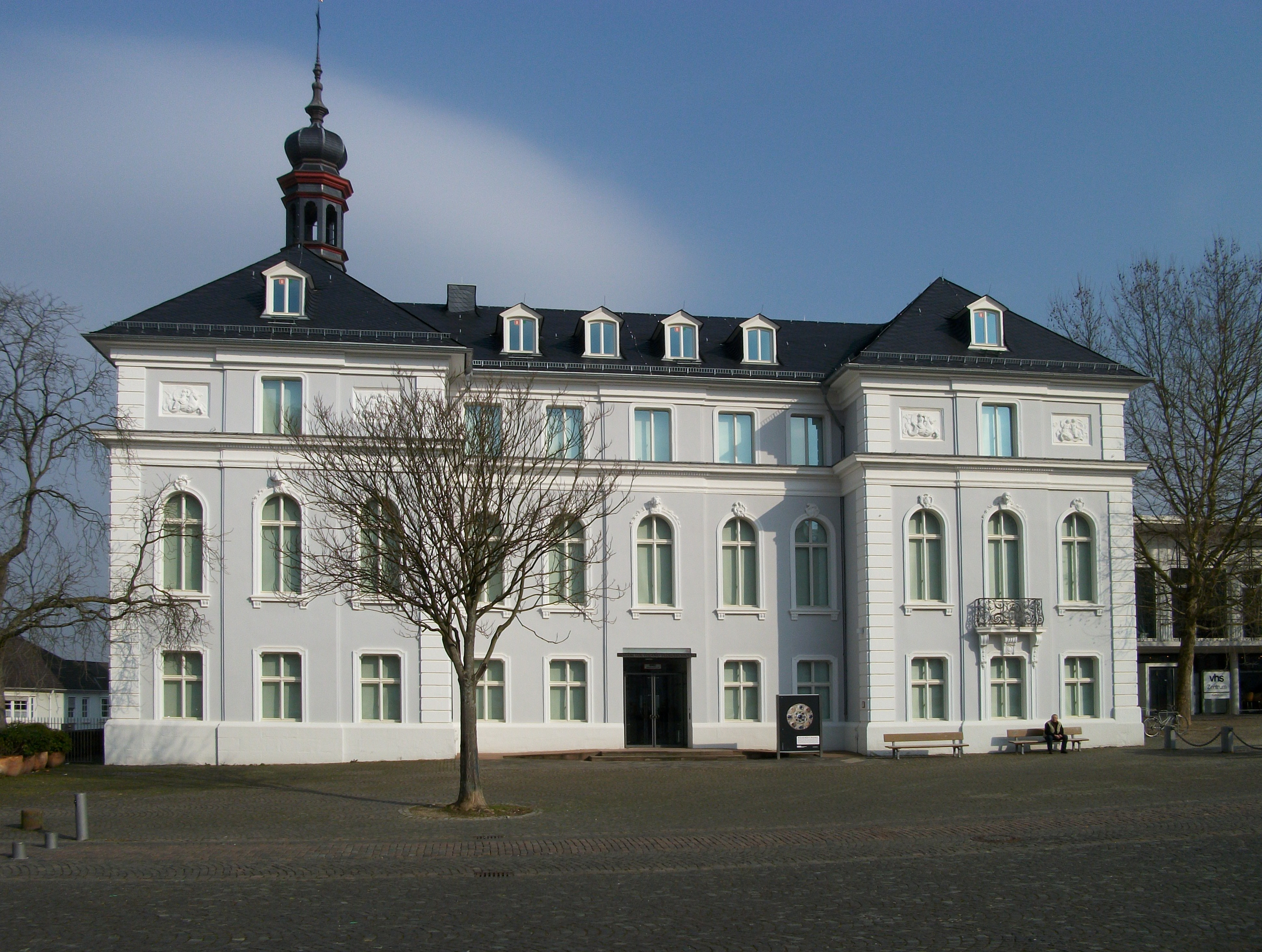
Ehemaliges Kreisständehaus

Das Kreisständehaus am Schlossplatz im Saarbrücker Stadtteil Alt-Saarbrücken ist Sitz des Museum für Vor- und Frühgeschichte und der Alten Sammlung des Saarlandmuseums. Es steht als Einzeldenkmal unter Denkmalschutz.

## Geschichte

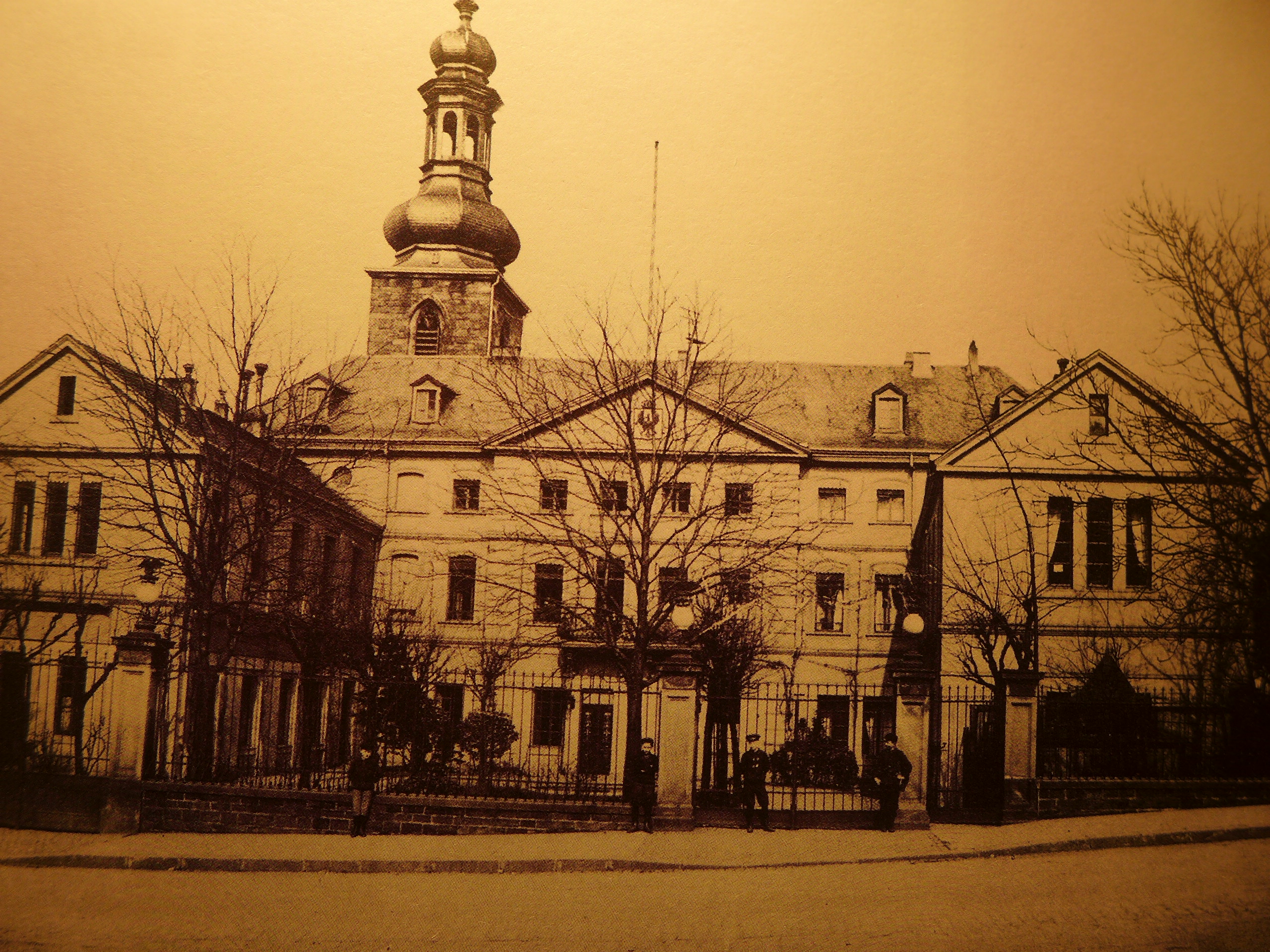
Königlich-Preußisches Landgericht Saarbrücken, (Stadtarchiv Saarbrücken)

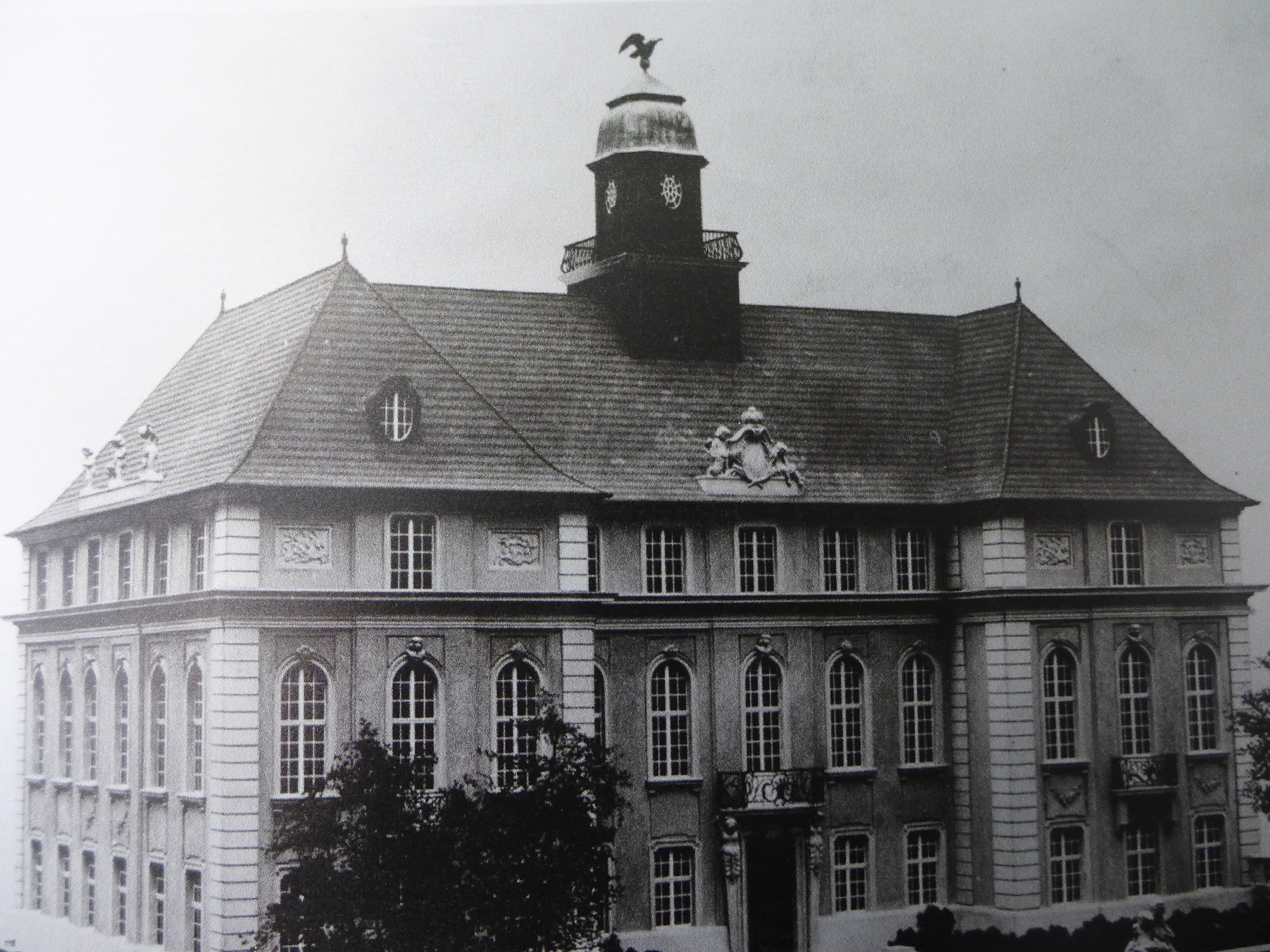
Saarbrücken, Kreisständehaus im Vorkriegszustand, (Fotosammlung des Landesdenkmalamtes, Archiv Regionalverband Saarbrücken)

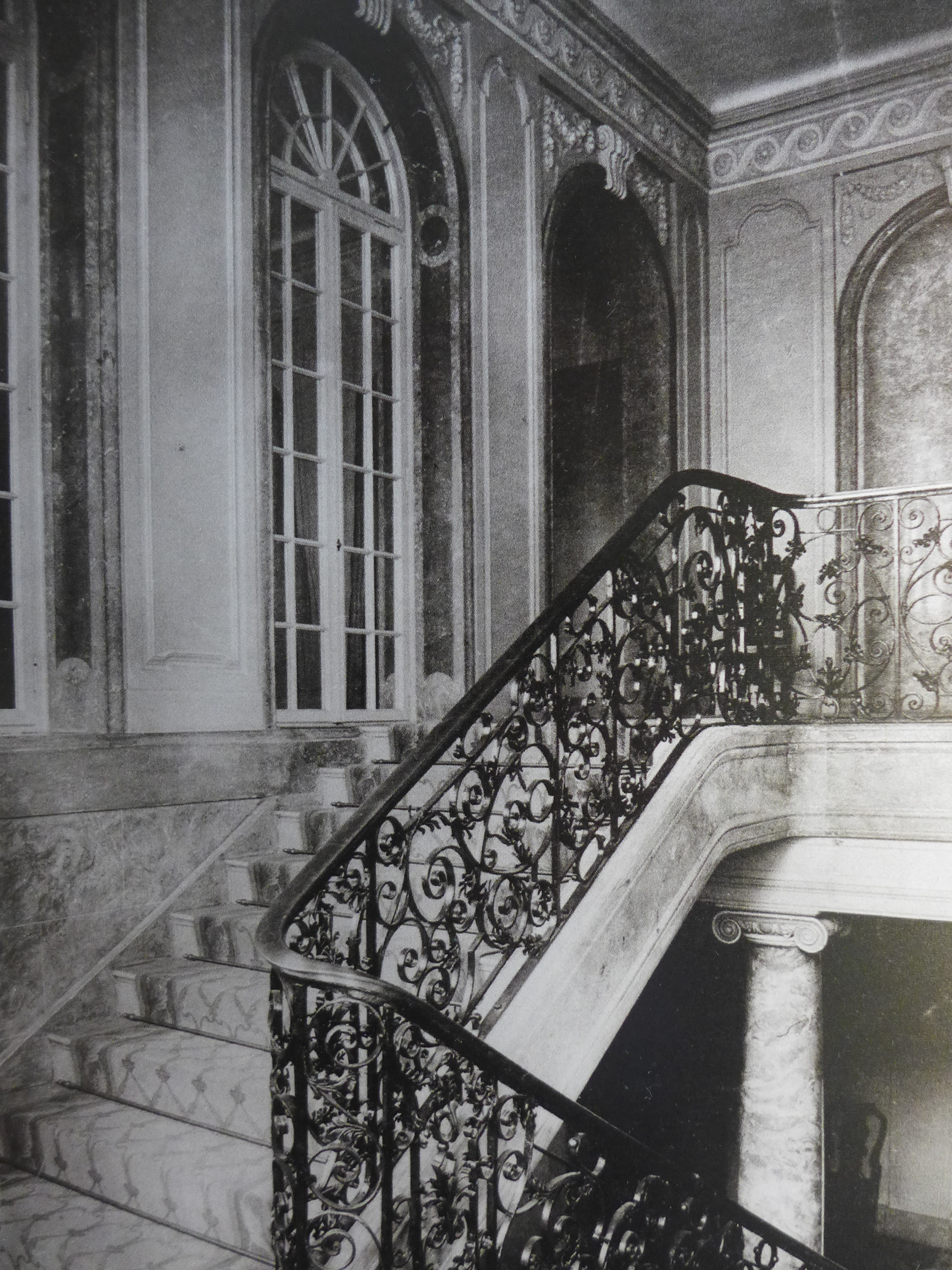
Kreisständehaus Saarbrücken, Treppenhaus, Zustand vor 1942, (Fotosammlung des Landesdenkmalamtes, Archiv Regionalverband Saarbrücken)

Nach dem Abriss mittelalterlicher Häuser erbaute man am nordwestlichen Ende des Schlossplatzes um das Jahr 1765 ein Gebäude als Remise, Lingerie und Beschließerei. Im Jahr 1851 erhielt das Gebäude zwei klassizistische Flügel. In preußischer Zeit tagte in dem Haus bis zum Jahr 1835 das Friedensgericht. Anschließend war das Gebäude Sitz des Königlichen Landgerichts für die Kreise Saarbrücken, Ottweiler und St. Wendel bis zum Umzug im Jahr 1886 in die heutige Saaruferstraße. Das Gebäude wurde im Jahr 1910 auf Veranlassung des Landrats Walter von Miquel (1869–1945) abgerissen und auf dem Gewölbekeller entstand in den Jahren 1910/1911 ein neobarocker Bau nach Plänen der Berliner Architekten Alfred Salinger und Eugen Schmohl. Er diente als Verwaltungsgebäude für den Kreis Saarbrücken und als Wohnhaus des Landrates. Im Treppenhaus wurde ein barockes Geländer des Palais Bode (Altneugasse 25) wiederverwendet.
Während der Zeit der Völkerbundsverwaltung des Saargebietes nach dem Ersten Weltkrieg diente das Gebäude als Sitz des Präsidenten der Regierungskommission.
Am 1. März 1935 wurde im Kreisständesaal die feierliche Rückgliederung des Saarlandes an das Deutsche Reich gefeiert. In der NS-Zeit beherbergte das Gebäude die Kultusbehörde, dann die Gauverwaltung. Anfang 1943 wurde das Gebäude zum Sitz des von Gauleiter und Reichsstatthalter Josef Bürckel gegründeten Kulturwerks Westmark bestimmt und erhielt „in Würdigung des für den Wiederaufstieg des Reiches entscheidenden Ereignisses der Saarabstimmung im Jahre 1935 den verpflichtenden Namen ‚Haus des 13. Januar‘.“ In Rahmen der Nutzung als Parteikulturhaus wurde im Kreisständesaal auch ein Kino eingerichtet.
Nach dem Zweiten Weltkrieg wurde das Gebäude ab dem Jahr 1946 einige Jahre von der evangelischen Kirchengemeinde Alt-Saarbrücken als Notkirche genutzt, da die benachbarte Schlosskirche stark zerstört war. Danach wurde das Kreisständehaus wieder als Landratsamt und später als Teil des Verwaltungssitzes des Stadtverbandes Saarbrücken genutzt. Anschließend wurde das Gebäude Sitz des Landesdenkmalamts Saarland.
Im Jahr 1993 begann die museale Nutzung des Gebäudes als Museum für Vor- und Frühgeschichte. Es nahm zeitweilig auch das Staatliche Konservatorenamt auf.
In den 2000er Jahren beschloss man im Zuge der Neustrukturierung der Museumslandschaft in Saarbrücken, das Gebäude vollständig als Museum zu nutzen. Im Jahr 2005 erwarb das Saarland das Gebäude vom damaligen Stadtverband Saarbrücken (heute Regionalverband Saarbrücken) für 2 Mio. Euro. Im Jahr 2006 wurde das Haus Sitz der Alten Sammlung des Saarlandmuseums. Im Jahr 2008 zog das Landesdenkmalamt aus dem Gebäude aus. Danach wurde das ehemalige Kreisständehaus im Jahr 2009 für das Museum für Vor- und Frühgeschichte umgebaut. Mit dem gläsernen Verbindungsbau besteht seitdem auch eine direkte Anbindung zum Museum in der Saarbrücker Schlosskirche.

## Architektur
Der dem Barockensemble des Schlossplatzes angeglichene Bau mit ursprünglich hohem Walmdach und Dachreiter ist streng symmetrisch gegliedert. Zwei weit hervorspringende Eckrisalite mit breiten Ecklisenen  und jeweils drei Fensterachsen gliedern das Gebäude und ahmen den schlossähnlichen Charakter des Vorgängerbaus nach. Der repräsentative Charakter des Gebäudes wurde ursprünglich durch einen Vorgarten mit Balustradenbegrenzung, zwei Tore aus aufwändig gearbeiteten Gittern sowie Skulpturenschmuck betont. Der ursprüngliche Dachreiter, den der preußische Adler bekrönte, wurde in der Zwischenkriegszeit zu einem monopterosartigen Laternenturm umgearbeitet, der die Fahne des Saargebietes trug.
Die 10 Fensterachsen sind in jedem Geschoss anders gestaltet. Während im Erdgeschoss kleinere eckige Sprossenfenster eingesetzt wurden, hat man im ersten Stockwerk hohe Rundbogenfenster verwendet. Am östlichen Risalit wurde dem mittleren Fenster ein kleiner Balkon mit schmiedeeisernem Geländer vorgesetzt. Erstes und zweites Stockwerk werden in der Fassade durch ein weit ausladendes Gurtgesims getrennt. In den Risaliten sitzt jeweils ein zentrales Fenster, und links und rechts davon befindet sich ein rechteckiges Fries. Die sechs Dachgauben verteilen sich auf jeweils eine in den Risaliten und vier im zentralen Teil. Der zentrale Eingang ist mit einem kaum vorspringenden Mittelrisalit hervorgehoben.
Die Rückseite des Gebäudes ist dreigeteilt. Der östliche Teil ragt als Eckrisalit hervor, der westliche ist ein wenig zurückgesetzt. Im Mittelteil dominiert ein halbrunder Standerker. Vom westlichen Gebäudeteil führt ein moderner gläserner Verbindungsbau zur Schlosskirche.
Im Zusammenhang der unterschiedlichen Nutzungen und mehrfach erfolgten Umbaumaßnahmen ging der ursprüngliche neobarocke Innendekor verloren. Ebenfalls wurde die Raumstruktur verändert. Der frühere Kreisständesaal erstreckte sich ursprünglich über zwei Etagen und war mit Porträts preußischer Könige und Kaiser, dem Bild des Saarbrücker Bürgermeisters Heinrich Böcking sowie einem prunkvollen Deckengemälde geschmückt. Von der ursprünglichen Ausstattung haben sich nur das schmiedeeiserne Geländer aus dem Palais Bode und die Säulen des Vestibüls erhalten.